# Storage Resource Manager
Als Storage Resource Management (SRM)-Tool wird Software bezeichnet, die in Speichernetzen mit unterschiedlichen Speichergerätetypen die Administration, das Überwachen und das Erstellen von Berichten vereinfachen soll.
Um die Speichergeräte verwalten zu können, nutzen die derzeit am Markt befindlichen SRM-Tools entweder proprietäre APIs oder SMI-S-Provider der Speichergeräte.